# 日本弁理士協同組合
日本弁理士協同組合（にほんべんりしきょうどうくみあい、英：Patent Attorneys Cooperative Association of Japan）は、組合員の相互扶助の精神に基づき、組合員のために必要な共同事業を行い、もって組合員の自主的な経済活動を促進し、かつ、その経済的地位の向上を図ることを目的とする。組合員は弁理士に限定されている（定款１条）。

## 概要
特許事務所、弁理士法人に求められる物品を販売し、サービスを提供する。例えば、特許事務所の職員を対象とした研修を開催したり、弁理士職業賠償責任保険を取り扱っている。

## 沿革
- 1971年12月10日に東京弁理士共同組合の設立総会が開催された[2]。
- 1972年2月2日に東京弁理士共同組合が設立登記された[2]。
- 1977年5月27日に日本弁理士共同組合に名称を変更した[2]。
- 2019年3月31日付けで組合員は3673人[2]。
- 2021年12月で創立50周年になるのだが、新型コロナウィルスのため、記念式典、祝賀会は延期となった[3]。
- 2023年11月22日（水）まで東京都港区北青山2－13‐26　吉川ビル３階で営業[4]。
- 2023年11月27日（月）から東京都千代田区霞が関3‐4‐2　商工会館・弁理士会館ビル5階で営業[4]。

## 組織
組織としては、総会、総代会、理事会及び委員会が設けられている。

### 役員
役員は理事長、副理事長、専務理事、常務理事及び理事であり、役員は組合員から選任される。令和元年度、理事長1人、副理事長1人、専務理事1人、常務理事10人である。常務理事は８人以上、１０人以内である（定款２９条）。理事は35人以上45人以内である。理事の任期は２年又は任期中の第２回目の通常総代会の終結時である（定款２６条）。

#### 理事長
令和２年度及び令和３年度は石渡英房弁理士。
令和４年度及び令和５年度は米山尚志弁理士。
令和6年度及び令和7年度は清水善廣弁理士。

#### 副理事長
令和４年度及び令和５年度は清水善廣。
令和6年度及び令和7年度は井澤幹。

### 総代及び総代会
総代の定数は100人であり（定款４１条）、総代の任期は２年である（定款４２条）。
総代会は通常総代会と臨時総代会に大別される（定款４４条）。総代会は借入金残高の最高限度などを議決する（定款５１条）。
令和3年6月24日に第20回通常総代会が開催された。
令和4年6月23日に第21回通常総代会が東京都港区内の会議室とオンラインでハイブリッド開催された。
令和5年6月22日に第22回通常総代会が東京都千代田区の会議室で開催された。第１号議案から第11号議案が可決承認された。
令和6年6月27日に第23回通常総代会が東京都港区内の会議室とオンラインでハイブリッド開催された。

### 理事会
理事会は総代会又は総会に提出する議案などを議決する（定款５６条）。

### 委員会
総務委員会、企画委員会、購買委員会、融資委員会、保険委員会、福利厚生委員会、広報委員会、研修委員会、出版情報委員会が設立されている。
広報委員会は年に一回、日本弁理士共同組合NEWSを編集、発行する。日本弁理士協同組合NEWSは日本弁理士協同組合の機関誌である。

### ChizaIPro Zoomサロン会
2021年2月より不定期にZoomサロン会を始めた。
第１回　2021年2月17日（水）
第２回　2021年3月11日（木）
第７回　2021年11月4日（木）
第８回　2022年1月25日（火）

## エヌビー保険サービス
有限会社エヌビー保険サービスは、日本弁理士協同組合が設立した代理店であり、日本弁理士協同組合の子会社である。エヌビー保険サービスの住所は日本弁理士共同組合の住所と同じである。